# هنري سمول
هنري سمول (بالإنجليزية: Henry Small)‏ (1881 في المملكة المتحدة - 5 يونيو 1946 في المملكة المتحدة) هو لاعب كرة قدم بريطاني (وحمل سابقاً جنسية المملكة المتحدة لبريطانيا العظمى وأيرلندا) في مركز مهاجم داخلي. لعب مع مانشستر يونايتد ونادي ساوثهامبتون وSalisbury City F.C. (1905) ‏ وFreemantle F.C. ‏.